# Boktryckarmärke

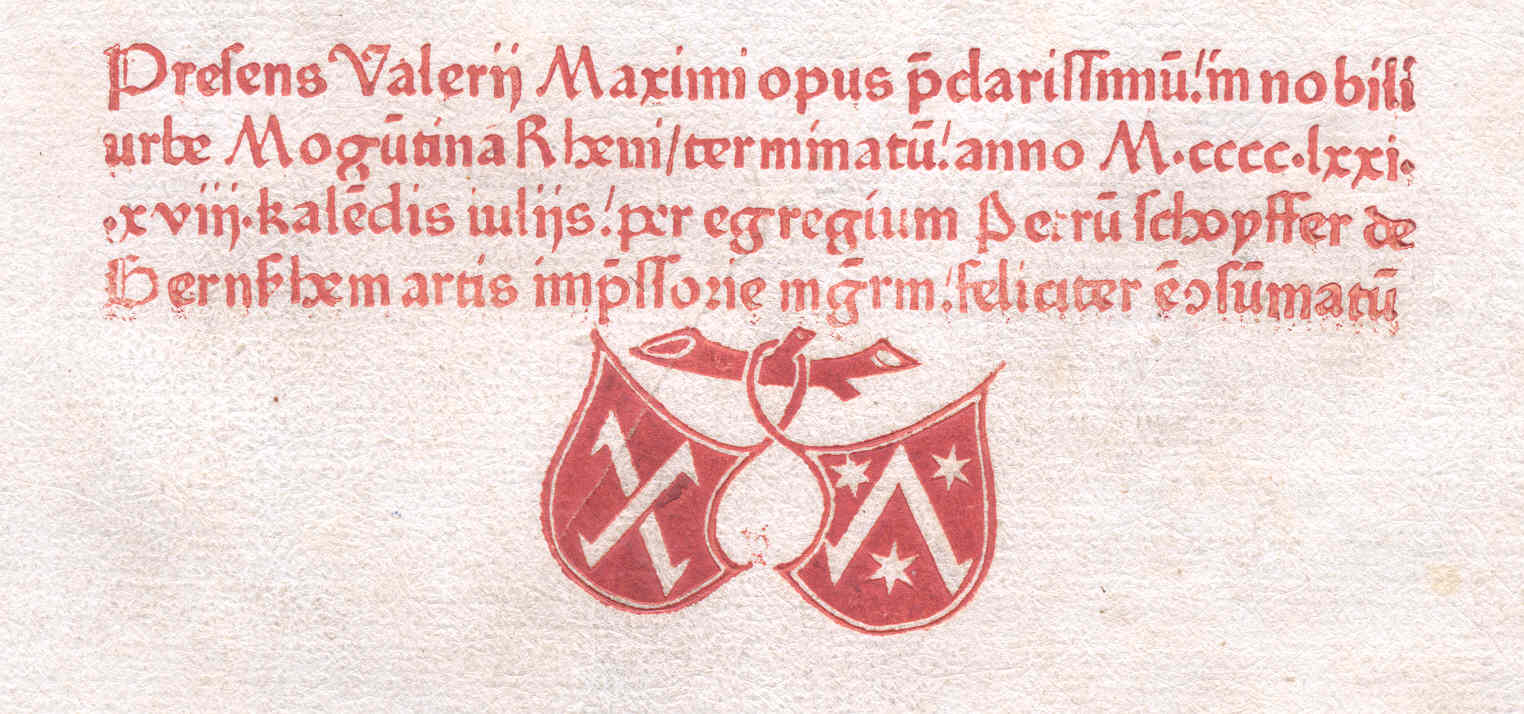
Peter Schöffers boktryckarmärke, 1471

Boktryckarmärke är ett unikt märke som tidiga boktryckare märkte sina alster med. Det var avsett att intyga äktheten i trycket, men i avsaknad av modern copyrightlagstiftning utgjorde det inte något effektivt skydd mot att andra tryckare gjorde egna tryck av samma verk.
Det äldsta kända boktryckarmärket finns i en bibel tryckt av Johann Fust och Peter Schöffer 1462. Boktryckarmärken var vanliga särskilt under 1400-, 1500- och 1600-talen, och i inkunabler (tryck före år 1500) är boktryckarmärket ibland det enda medlet för tids- och ursprungsbestämning, eftersom tryckort och årtal ofta saknas.